# Condado de Prince Edward
El condado de Prince Edward (en inglés: Prince Edward County), fundado en 1754, es uno de 95 condados del estado estadounidense de Virginia. En el año 2000, el condado tenía una población de 33,047 habitantes y una densidad poblacional de 22 personas por km². La sede del condado es Farmville.

## Geografía
Según la Oficina del Censo, el condado tiene un área total de 917 km² (354,1 mi²), de la cual 914 km² (352,9 mi²) es tierra y 3 km² (1,2 mi²) (0.31%) es agua.

### Condados adyacentes y ciudades independientes
- Condado de Buckingham (noroeste)
- Condado de Cumberland (norte)
- Condado de Amelia (noreste)
- Condado de Nottoway (este)
- Condado de Lunenburg (sureste)
- Condado de Charlotte (suroeste)
- Condado de Appomattox (oeste)

## Demografía
Según la Oficina del Censo en 2000, los ingresos medios por hogar en el condado eran de $31,301, y los ingresos medios por familia eran $38,509. Los hombres tenían unos ingresos medios de $29,487 frente a los $21,659 para las mujeres. La renta per cápita para el condado era de $14,510. Alrededor del 18.9% de la población estaban por debajo del umbral de pobreza.

## Localidades
- Farmville
- Pamplin City
- Prospect

### Lugares designados por el censo
- Hampden Sydney
- Longwood University, Virginia

### Otras localidades
- Meherrin
- Rice